# Saltoro Kangri
Saltoro Kangri je hora vysoká 7 742 m n. m. nacházející se v pohoří Karákóram mezi Pákistánem a Indií.

## Prvovýstup
V roce 1962 se zdařil prvovýstup japonsko-pákistánské expedici pod vedením Tsunahika Shidei. Vrcholu dosáhli 24. července dva Japonci Atsuo Saito a Yasuo Takamurou a pákistánský člen R. A. Bashir.